# درجه سختی عمومی
درجه سختی عمومی (dGH یا °GH) واحدی برای سختی آب، به ویژه سختی عمومی آب می‌باشد. سختی عمومی معیاری برای سنجش غلظت یون‌های فلزی دو ظرفیتی مانند کلسیم (Ca2 +) و منیزیم (Mg 2+) در هر حجم آب است. به‌طور خاص، 1 dGH به عنوان ۱۰ میلی‌گرم (mg) اکسید کلسیم (CaO) در هر لیتر آب تعریف می‌شود. از آنجایی که CaO دارای جرم مولی ۵۶٫۰۸ گرم بر مول است، 1 dGH معادل ۰٫۱۷۸۳۲ میلی مول در هر لیتر، یون عنصری کلسیم و/یا منیزیم است.
در آزمایش آب، نوارهای کاغذی اغلب سختی را بر حسب قسمت در میلیون (ppm) اندازه‌گیری می‌کنند، که در آن هر قسمت در میلیون (ppm) به عنوان یک میلی‌گرم کربنات کلسیم (CaCO 3) در هر لیتر آب تعریف می‌شود. در نتیجه، 1 dGH برابر با ppm 10 از CaO است و برابر با 17.848 ppm از CaCO 3 که دارای جرم مولی ۱۰۰٫۰۹ (گرم بر مول) است.